# 花枝胡同
39°56′20″N 116°22′41″E / 39.9387868°N 116.3781247°E
花枝胡同是位于中国北京市西城区东北部的一条胡同。

## 简介
花枝胡同是一条“L”形胡同，北起三不老胡同中段，向南延伸，然后向东拐，与德胜门内大街相交。花枝胡同出现于清朝末年，中华民国时期，曾作“花针胡同”，后又改回原名。
民国23年（1934年）《北平地名典》中称“花枝胡同”者，仅北京城区便有十条。1951年《北京街道地名录》中仅剩三条，后来则仅剩此处。